# Bromus briziformis
Bromus briziformis là một loài thực vật có hoa trong họ Hòa thảo. Loài này được Fisch. & C.A.Mey. mô tả khoa học đầu tiên năm 1837.

## Hình ảnh

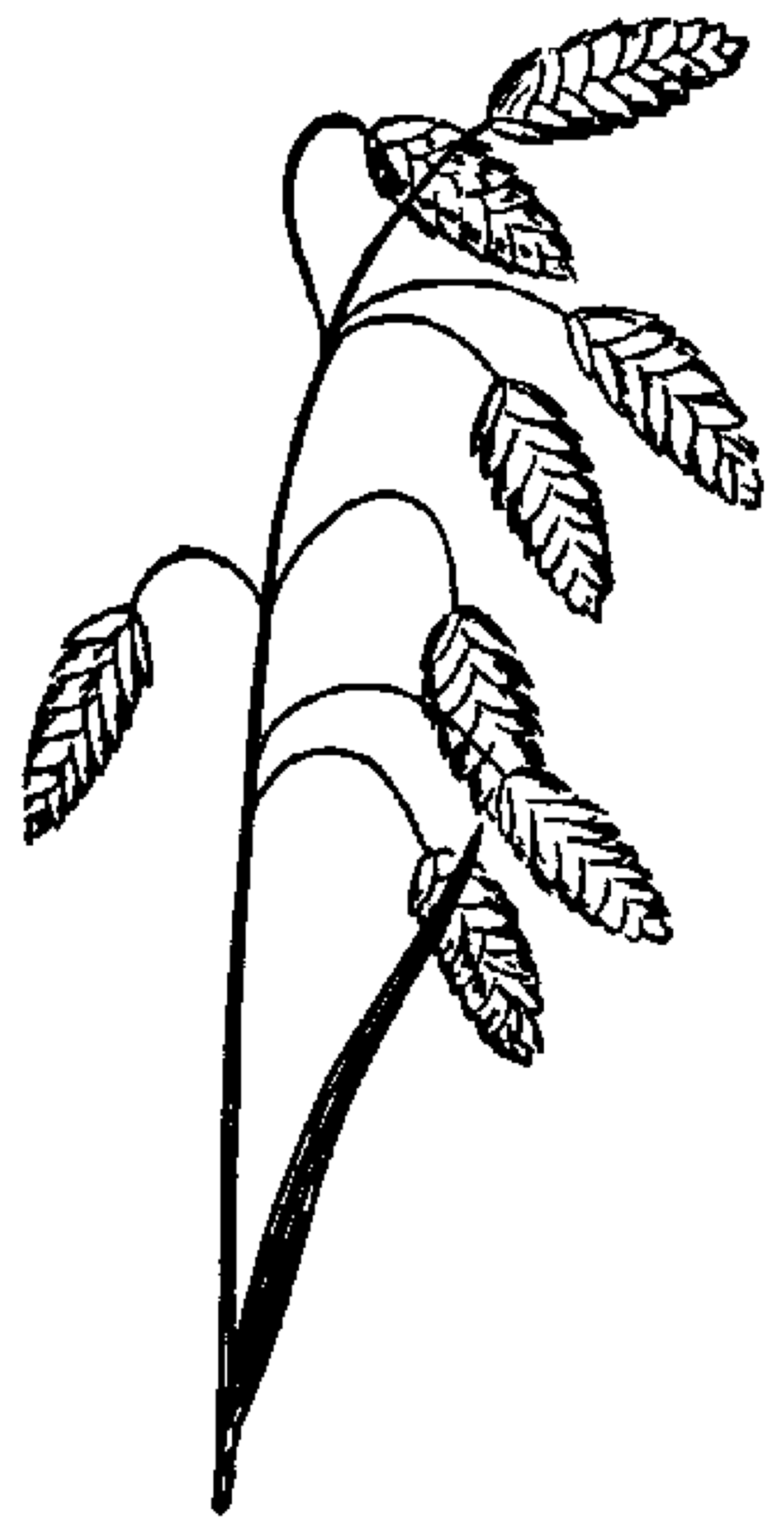
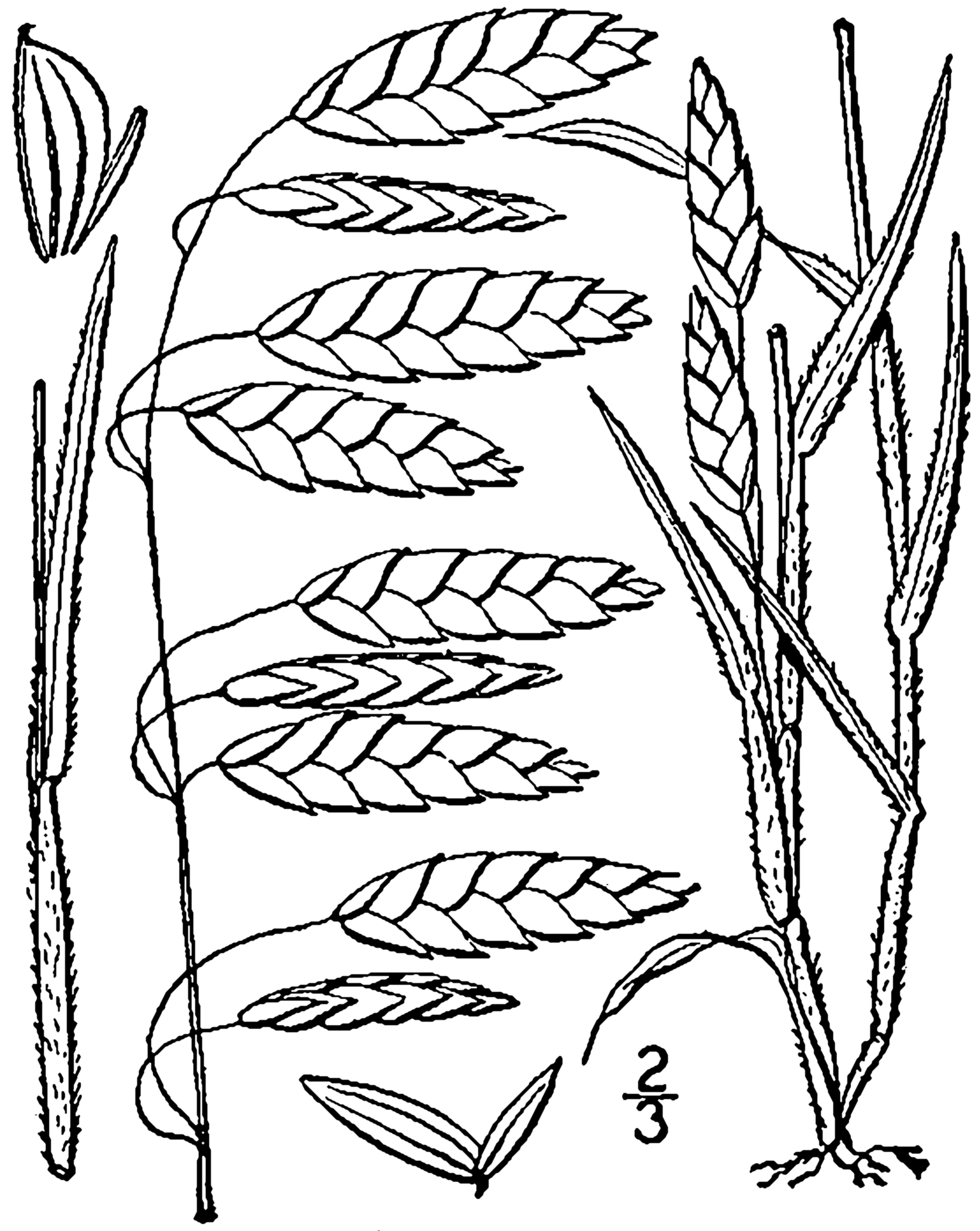
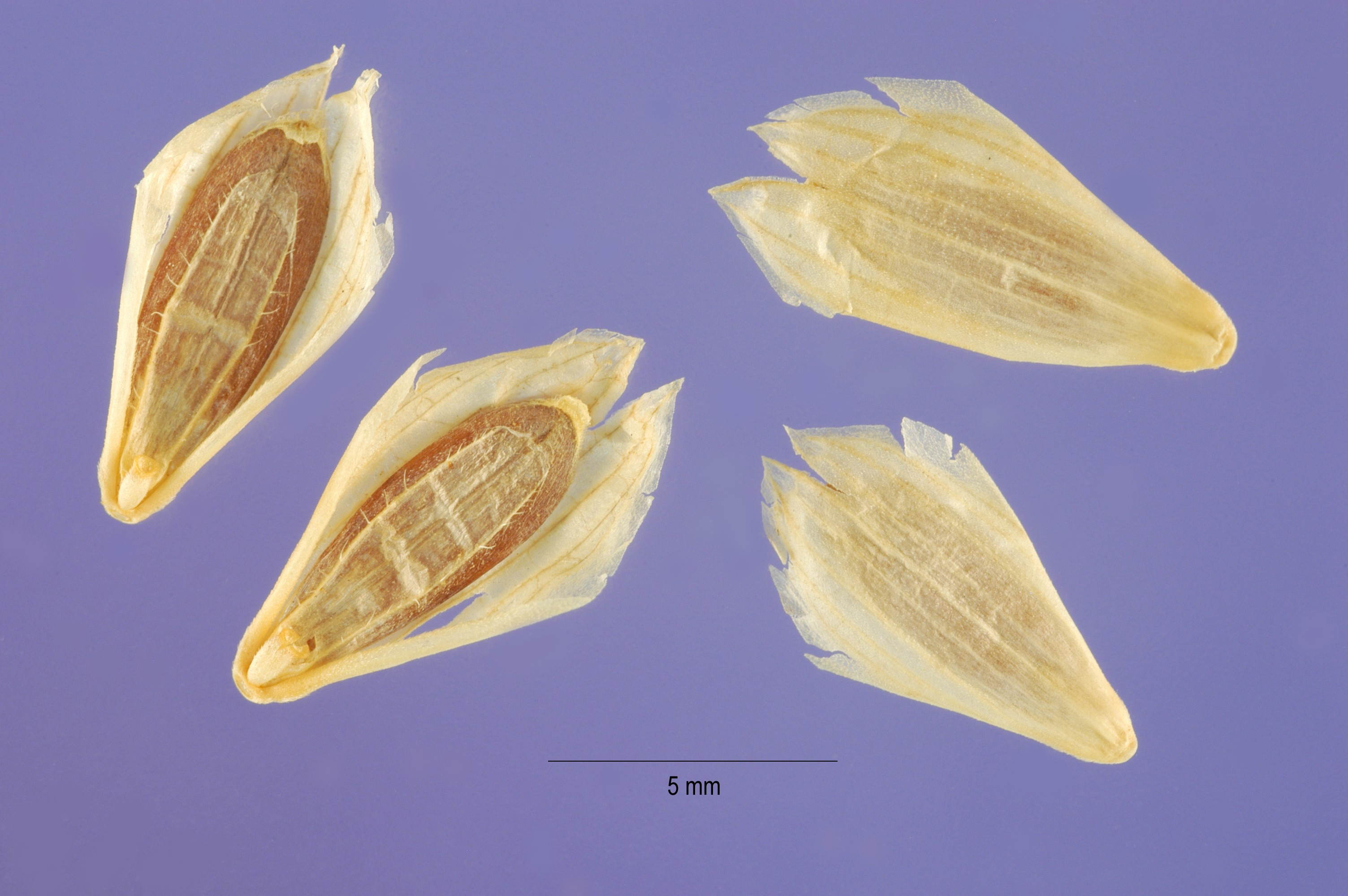